# كيميكو كوياما
كيميكو كوياما (باليابانية: こやま きみこ) مواليد 27 يناير 1979 في توكوشيما، اليابان، هي مؤدية أصوات يابانية.

## أعمال

### أنمي
- ماروكو الصغيرة
- ساموراي ديبر كيو
- ديسجايا
- بلاك كات
- ياماتو ناديشيكو تشيشي هينغي
- شوجو شارا

## وصلات خارجية
- كيميكو كوياما على موقع IMDb (الإنجليزية)
- كيميكو كوياما على موقع ميوزك برينز (الإنجليزية)
- كيميكو كوياما على موقع قاعدة بيانات الفيلم (الإنجليزية)
- كيميكو كوياما على موقع كينوبويسك (الروسية)
- كيميكو كوياما على موقع ANN person (الإنجليزية)